# Alfonso Casati
Alfonso Casati (Milano, 13 luglio 1918 – Corinaldo, 6 agosto 1944) è stato un militare italiano, insignito della medaglia d'oro al valor militare per la sua attività durante la Resistenza.

## Biografia
Figlio unico di Alessandro Casati (che nel 1923 sarebbe stato nominato senatore del Regno) e della nobildonna Leopolda dei marchesi Incisa della Rocchetta, nacque nel Palazzo dei Casati Stampa a Milano.
Studente in lettere, venne chiamato alle armi nel 1941 per obbligo di leva ed ammesso al corso preparatorio nel 1º Reggimento Granatieri. Nel 1942 conseguì la promozione a sergente e nel marzo 1943, ottenne la promozione come sottotenente nel 3º Reggimento Granatieri.
Dal maggio 1944, come volontario nel Corpo Italiano di Liberazione, venne assegnato al I Battaglione speciale del 1º Granatieri. Al comando del Battaglione "Bafile", nella lotta per la conquista di Belvedere Ostrense e Corinaldo, presso Ancona (21 luglio - 6 agosto 1944), che erano occupati da un caposaldo tedesco della linea Heinrich I, venne colpito a morte da un mortaio nemico. In quei giorni il padre Alessandro era Ministro della Guerra nel secondo governo presieduto da Ivanoe Bonomi.
I resti mortali di Alfonso Casati, traslati da Jesi nel 1946, riposano presso il monumentale Mausoleo Casati Stampa di Soncino nel cimitero urbano di Muggiò (Monza e Brianza).
Dopo la sua morte alcune lettere sono state raccolte in un volume edito dal Comune di Arcore nel 1994, redatto da Giorgio Rumi e Francesco Flora.

## Onorificenze

### Altri riconoscimenti
- A Corinaldo un cippo ricorda il sacrificio suo e dei suoi uomini.
- Gli è stata intitolata una fondazione per gli studi storici.
- È ricordato nella toponomastica e nell'intitolazione di Istituti scolastici di diversi centri della Brianza[3].
- L'Università degli Studi di Milano gli ha conferito nel 1946 la laurea honoris causa alla memoria.[4]

## Sport - U.S. Alfonso Casati Arcore
Per volere del padre, Alessandro Casati, in memoria del figlio morto in guerra fu concesso alla Parrocchia di Arcore un lascito che rese possibile l'istituzione presso l'oratorio di una società sportiva che ne avrebbe dovuto conservare il nome nel tempo.
Dal 1946 l’ Unione Sportiva Alfonso Casati. fu il punto di riferimento per lo sport arcorese. Generazioni di sportivi hanno vestito i colori bianco-verdi della società portandola a gareggiare in numerosi campionati e competizioni nei settori dell’atletica, del calcio, della ginnastica artistica e ritmica, della pallacanestro e della pallavolo.
Nel 2000 dalla fusione con l'altra squadra cittadina (l'Associazione Calcio Arcore" sorta nel 1965), è nata la  "Unione Sportiva Alfonso Casati Calcio Arcore" che disputa i campionati regionali lombardi di Prima Categoria, Promozione ed Eccellenza.